# Президентские выборы в Эквадоре (1875, май)
Президентские выборы в Эквадоре проводились с 3 по 5 мая 1875 года для избрания нового конституционного президента. В результате президентом был вновь избран Габриэль Гарсиа Морено.

## Предвыборная обстановка
Выборы были назначены президентом Габриэлем Гарсиа Морено для избрания своего преемника в соответствии с Конституцией 1869 года, одобренной на референдуме.
Правящая Консервативная партия и её сторонники настаивали на переизбрании Гарсиа Морено, поскольку Конституция 1869 года позволяла ему переизбираться на новый срок. Президент выдвинул свою кандидатуру при условии, что он не будет участвовать в выдвижении своей кандидатуры, и потребовал, прежде всего, честных и свободных выборов.
Либералы, такие как писатель Хуан Монтальво, начали критиковать его кандидатуру для переизбрания в печатной прессе, обвиняя его в стремлении увековечить себя у власти.
Пропаганда в пользу переизбрания Гарсиа Морено была наиболее мощной в Кито. Многие либералы не вышли на голосование из-за очевидного унизительного поражения, которое ожидало их кандидатов.

## Избирательная кампания
Президентские выборы проходили с 3 по 5 мая 1875 года. Гарсия Морено был переизбран с более высоким голосом, чем на плебисците 1869 года, получив 22 529 голосов. Хосе Хавьер Эгигурен получил 89 голосов, Антонио Борреро — 52 голоса, Висенте Пьедрахита — 12 голосов, Педро Монкайо и Луис Амадор — 9 голосов, Франсиско Хавьер Агирре, Игнасио де Вейнтимилья и Педро Карбо — 3 голоса, Мануэль Гомес де ла Торре, Луис Саласар, Мануэль Драга, Франсиско Ксавьер Саласар и Хуан Монтальво — 2 голоса, Анхель Тола, Карлос Икаса, Хосе Мария Икаса, Консепсьон Баррос, Сиксто Сантос, Элой Гонсалес и Мануэль Вега получили только один голос.

## Результаты
В этих выборах участвовал 21 кандидат, среди которых выделялся президент, который был безусловным кандидатом на переизбрание. Другими кандидатами были: Хосе Хавьер Эгигурен, Антонио Борреро, Висенте Пьедрахита, Педро Монкайо, Луис Амадор и Франсиско Ксавье Агирре, Игнасио де Вейнтимилья, Педро Карбо, Мануэль Гомес де ла Торре, Луис Саласар, Мануэль Драга, Франсиско Ксавьер Салазар, Хуан Монтальво, Анхель Тола, Карлос Икаса, Хосе Мария Икаса, Консепсьон Баррос, Сиксто Сантос, Элой Гонсалес и Мануэль Гонсалес, которые, однако, не имели никаких шансов на успех.
| Кандидат                                                              | Партия                            | Голоса | %     |
| --------------------------------------------------------------------- | --------------------------------- | ------ | ----- |
| Габриэль Гарсиа Морено                                                | Эквадорская консервативная партия | 22 529 | 99,10 |
| Хосе Хавьер Эгигурен                                                  | Эквадорская консервативная партия | 89     | 0,50  |
| Висенте Пьедраита                                                     | Эквадорская консервативная партия | 12     | 0,04  |
| Антонио Борреро                                                       | Эквадорская либеральная партия    | 52     | 0,20  |
| Педро Монкайо-и-Эспарса                                               | Эквадорская либеральная партия    | 9      | 0,03  |
| Прочие                                                                | -                                 | 35     | 0,10  |
| Источники: Tribunal Supremo Electoral, Almanaque Ecuador Total, pp 80 |                                   |        |       |

## Последующие события и убийство Гарсиа
Габриэль Гарсиа Морено пришёл к власти после гражданской войны, в которой консерваторы свергли либеральные режимы того времени, олицетворяемые президентами Хосе Мария Урбина и Франсиско Роблес. С момента своего прихода к власти в качестве президента в 1861 году Гарсиа сталкивался с различными заговорами, военными восстаниями, вторжениями и покушениями на него свергнутых либералов и их лидеров. Все они оказывались безуспешными до 1875 года.
Либералы предприняли новую попытку заговора с целью убийства президента и свержения его консервативного правительства, воплощённого в Конституции 1869 года, и, действительно, 6 августа 1875 года дворец Каронделе в Кито стал местом убийства президента Габриэля Гарсиа Морено.
После молитвы в кафедральном соборе президент входил во дворец через южные ступени, когда группа либеральных заговорщиков, стоявших между колоннами, атаковала его выстрелами и мачете. Группа состояла из колумбийца Фаустино Райо, бывшего военного, служивший правительству Гарсиа, который с дикой яростью напал на него с мачете, и молодых либеральных интеллектуалов Роберто Андраде, Мануэля Корнехо, Абелардо Монкайо и Мануэля Поланко, вооружённых с пистолетами. Гарсиа Морено умер через некоторое время в соборной церкви.
Генерал Франсиско Хавьер Саласар, военный министр Гарсиа Морено, так описал совытия в день убийства:
«Я находился в помещении военного министерства, спокойно занимаясь составлением одного из проектов, которые я должен был представить Конгрессу, когда смутно, словно с площади, послышался выстрел, за которым последовали несколько мгновений и быстрая смена разных голосов, вызвавшая некий тревожный шум на соседней улице. Встревоженный этим, я вышел со своего места, взял свою рапиру, единственное оружие, которое у меня было под рукой, вышел на вышеупомянутую улицу, я услышал шум на площади, я побежал к ней, и я едва успел сделать около двенадцати шагов, голоса: „Президент умер, они убили мистера Гарсиа“. Мне сразу пришла в голову мысль, что это убийство могло быть только подготовкой к нападению на казармы или к восстанию войск. По той же причине я возвратился к себе и почти оказался в возможной опасности: я встретил солдат, которые пытаются уйти толпами, вооружёнными винтовками; Я приказываю им вернуться во внутренний дворик; и я приказываю капитанам быть во главе своих рот и заняться боевой подготовкой. Сделав это со скоростью молнии, я объявляю войскам о только что совершенной яростной атаке и призываю их преданно поддерживать конституционный порядок и представителя Республики. Чтобы проверить дух солдат, я завершаю свое короткое воззвание голосом: „Да здравствует Правительство!“ Батальон с энтузиазмом повторяет эти слова. Тогда я без колебаний приказываю группам людей, которые приближались, очистить квартал по контуру; они немедленно подчинились и отступили».
Заговорщики ожидали, что армия восстанет (командир Франсиско Санчес, один из начальников артиллерийских казарм Кито, обещал поднять восстание в казармах), однако этого не произошло.
После смерти Гарсии 13 августа 1875 года Национальный конгресс объявил его победителем на выборах 1875 года и объявил пост президента вакантным, а затем передал пост министру внутренних дел и вице-президенту Франсиско Леон Франко, который отвечает за исполнительную власть до объявления новых выборов.